# ヤマハ・CPシリーズ
CPシリーズ（シーピーシリーズ）は、ヤマハのステージピアノの型番・商品名である。

## 概要

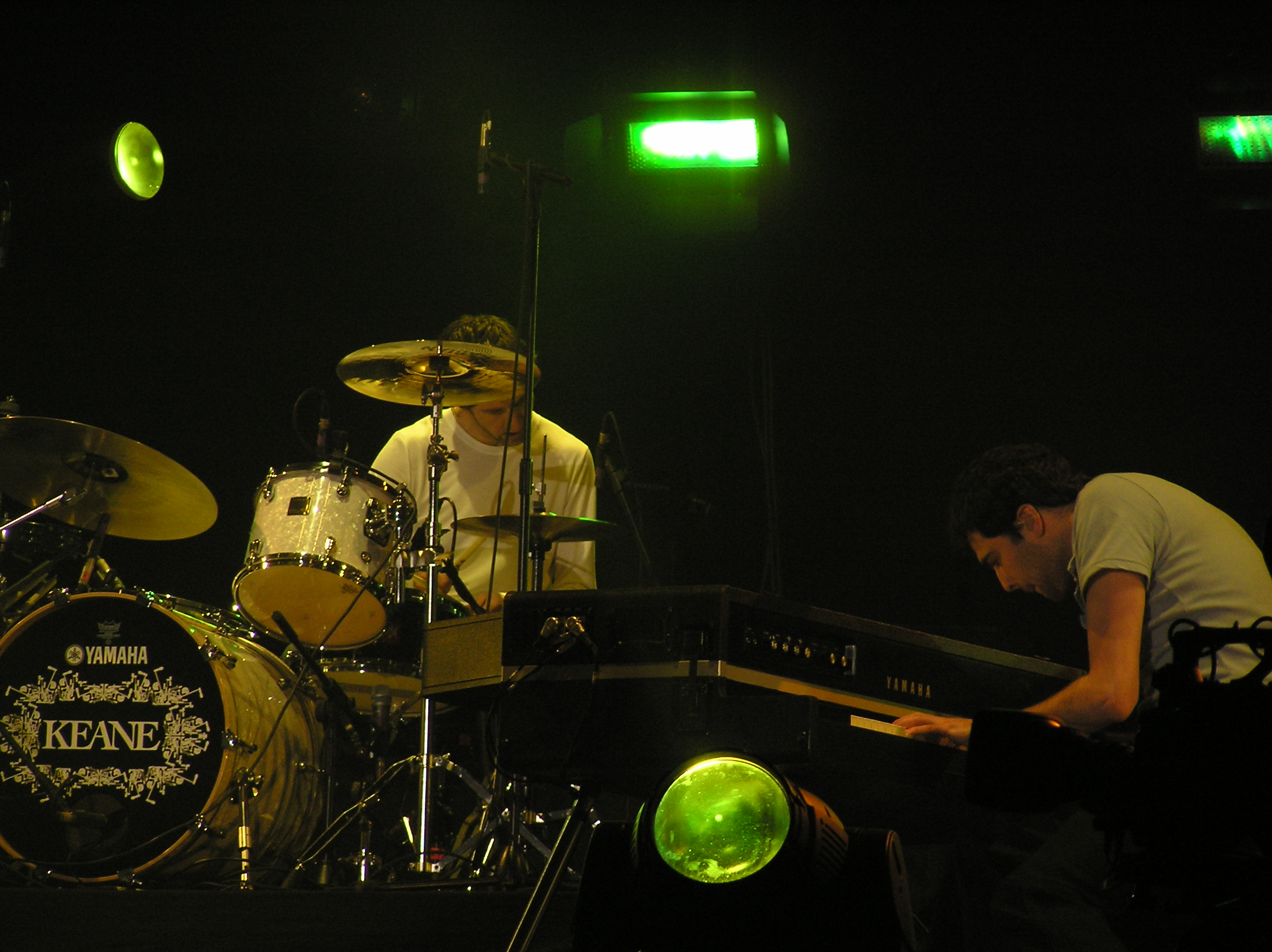
CP-70Bを演奏するキーンのティム・ライス=オクスリー

CPシリーズを音源方式で分類すると、CP-70などの打弦式エレクトリックピアノ（電気ピアノ）の系統、CP-30などのアナログ音源エレクトロニックピアノ（電子ピアノ）の系統、そして現行機種であるCP300などのデジタル音源電子ピアノ（デジタルピアノ）の系統に大別される。それぞれの機種はステージ上での演奏および、運搬・設置のしやすさを考慮した仕様となっている。
CP-70とCP-80(B,D,Mも含めて)は「エレクトリック・グランド」と呼ばれ、CPシリーズを代表する機種となっている。グランドピアノと同様の打弦機構を備えているCP-70/CP-80(B,D,Mも含めて)の音色は、ローズ・ピアノ、ウーリッツァー・ピアノなどの電気ピアノと比べてグランドピアノに近い。グランドピアノでは打弦時の振動が響板によって増幅されるのに対し、CP-70/CP-80(B,D,Mも含めて)では打弦時の振動をピックアップで検出して外部アンプで増幅するため、独特の個性が加わった音色になっている。その音色はポップス、ロック、ジャズ、フュージョンなどになじみやすく、80年代の音楽シーンを象徴する音色の一つとなっている。
このように、CP-70/CP-80(B,D,Mも含めて)は他方式の電気ピアノや電子発振式の電子ピアノと比較してグランドピアノの代用品としての高い完成度を持ち、かつ、単なるグランドピアノの代用品にとどまらない存在感を示した。DX7をはじめとするFM音源方式のシンセサイザーがステージ演奏で多用されていた1980年代中盤以降においても、CP-70/CP-80(B,D,Mも含めて)はステージ演奏で使用され続けた。しかし、90年代以降は軽量で取り扱いに便利なPCM音源方式の電子ピアノやシンセサイザーが普及したこともあり、CPシリーズはステージピアノの主流から外れ、生産終了となった。
現在、CP-70/CP-80(B,D,Mも含めて)の音色はサンプリングされて多くのPCM音源方式の電子楽器に搭載されている。また、ヤマハによる生産・サポートが終了した現在においても、本物のCP-70/CP-80(B,D,Mも含めて)が持つ質感にこだわりを持つアーティストによってCP-70/CP-80(B,D,Mも含めて)がステージ演奏で使用されることがある。2009年現在、ステージ演奏でCP-70/CP-80(B,D,Mも含めて)を使用している代表的なアーティストとして、小林武史やティム・ライス＝オクスリー（キーン）が挙げられる。
CPシリーズには、CP-70/CP-80(B,D,Mも含めて)以外の系統としてCP-30などのアナログ音源方式の電子ピアノの系統が存在する。これらの機種は電子発振式の音源を備えているが、現在主流のPCM音源方式ではなくアナログシンセサイザーに近い音源方式である。この系統は1982年に発売されたCP-7を最後に、後継機種はFM音源を採用したPFシリーズへ移行した。
1985年に発売されたCP-80M/CP-70M/CP-60M以降、CPの名を冠する機種は長らく発売されていなかったが、2006年にAWM音源（PCM音源）を採用したCP300とCP33が発売された。2009年12月には新たなフラッグシップモデルとしてCP1が発売。翌2010年にはその廉価版であるCP5・CP50が発売。2013年10月にはその後継機種であるCP4 STAGE・CP40 STAGEが発売。
2015年にCPシリーズの新しいモデルとしてreface CPが発表された。2019年1月16日に次世代ステージピアノCP88・CP73が発表された（詳細は後述）。

## シリーズ一覧

### 打弦式電気ピアノ

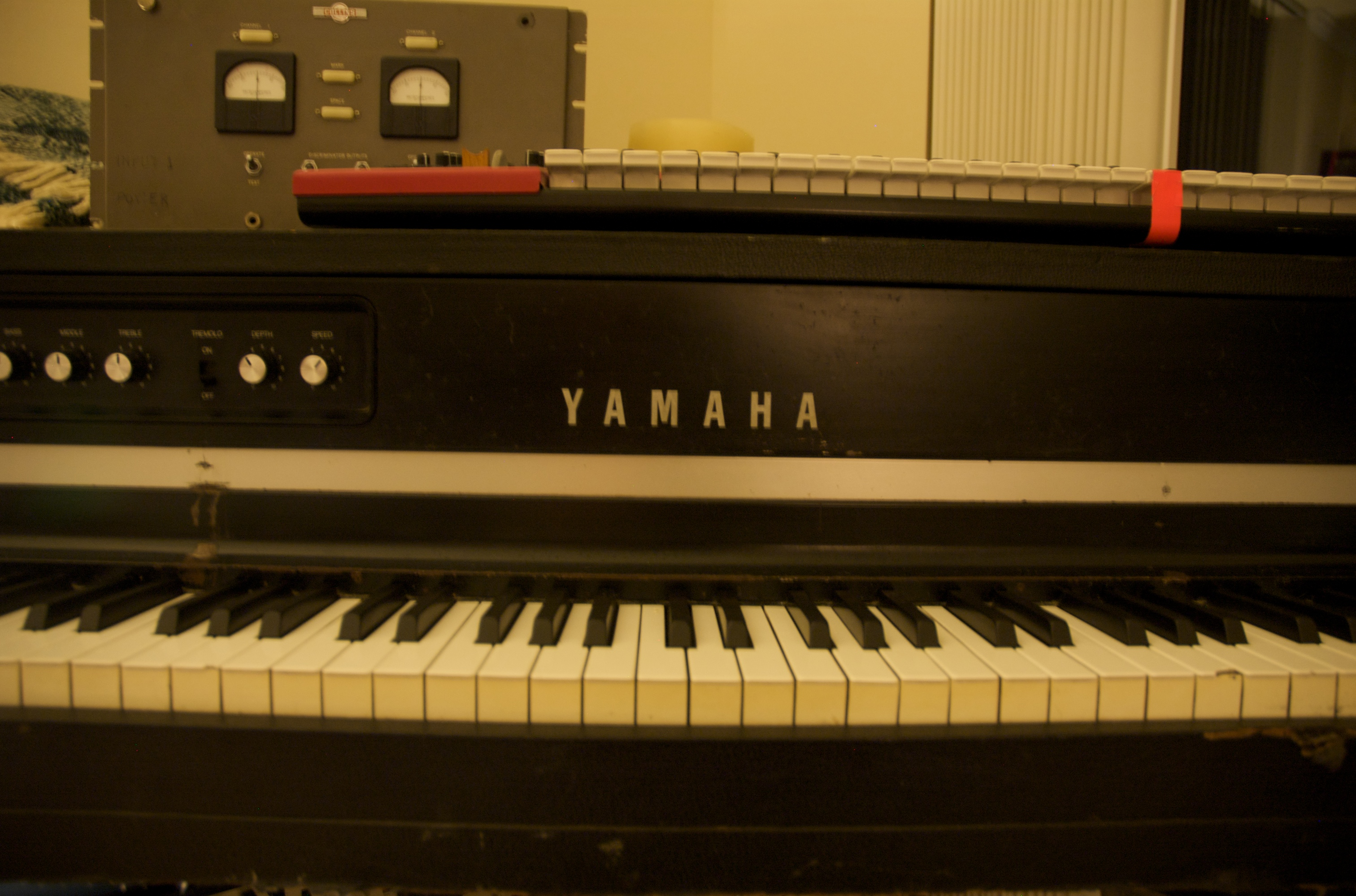
CP-70
1976年発売。CPシリーズの最初の機種。鍵数はピアノより若干少ない73鍵である。重量は100kgを上回るが、運搬時は胴体部分と鍵盤部分に2分割することが可能であり、堅牢な外装そのものが運搬時のケースの役割も果たしている。そのため、200kgを軽く上回り運搬時に大掛かりな作業が発生するグランドピアノに比べて非常に運搬しやすい構造となっている。
CP-70B
1978年発売。CP-70の電源を内蔵電源方式からACアダプタ方式に改めた機種。
CP-80
1978年発売。CP-70Bの鍵数をピアノと同様の88鍵に拡張した機種。弦長もやや長くなり、よりグランドピアノに近い音色となっている。八神純子はライブやTV番組などで特注の白いCP-70を使用していた。
CP-70D/CP-80D
1985年発売。CP-70B/CP-80に7バンドのグラフィックイコライザーを搭載した機種。
CP-70M/CP-80M
1985年発売。CP-70D/CP-80DにMIDI出力機能を搭載し、シンセサイザーとの連携を可能にした機種。ちなみにCP-80MはCPシリーズ(打弦式電気ピアノ)の最高機種である。
CP-60M
1985年発売。CP-70M/CP-80Mのアップライト版で、鍵数は76鍵である。分割機構は備えていないが、運搬時に鍵盤部分を楽器の胴体部分に収納することができる。

### アナログ音源電子ピアノ

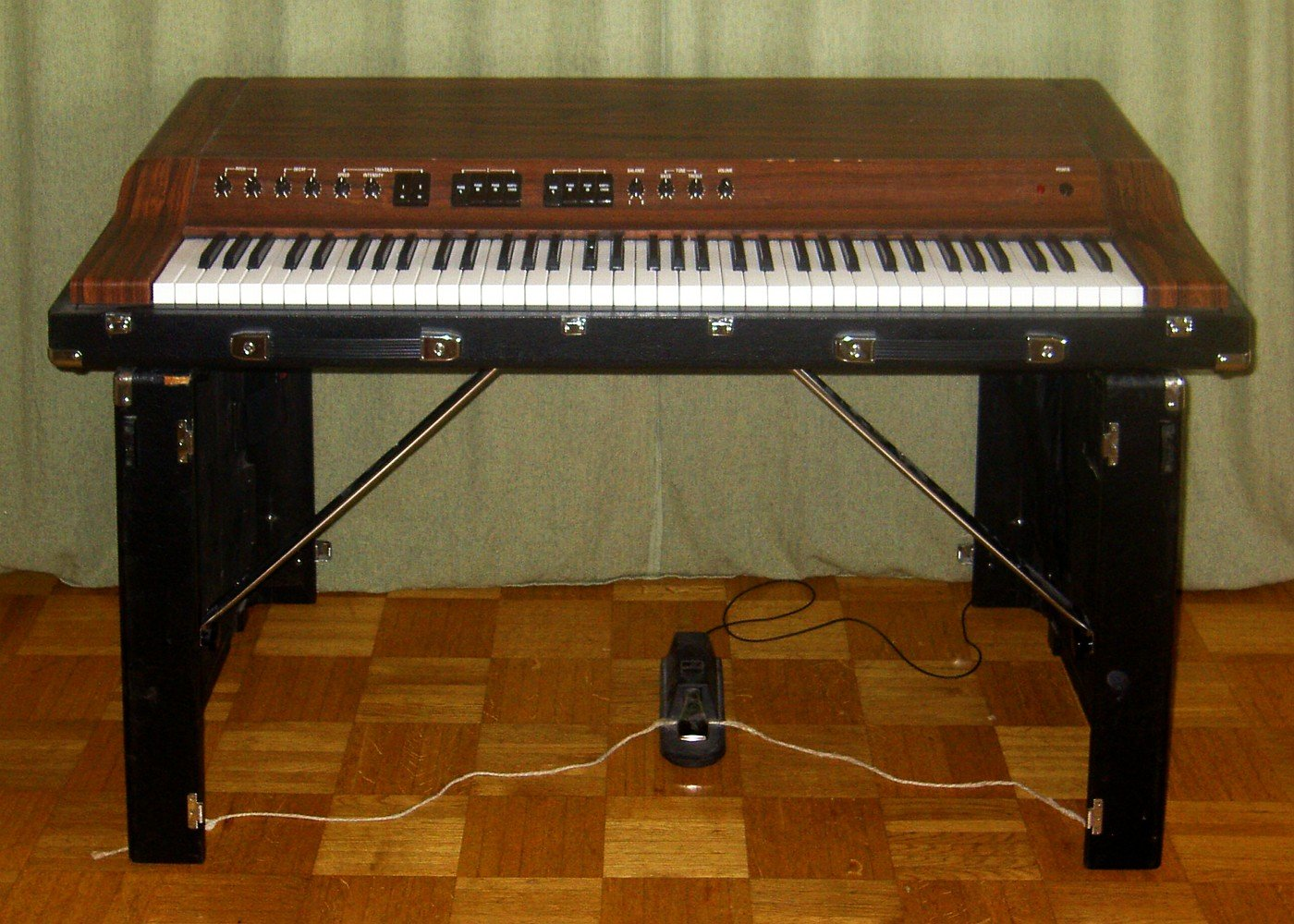
ケースの蓋を2分割してスタンドにした状態のCP-30

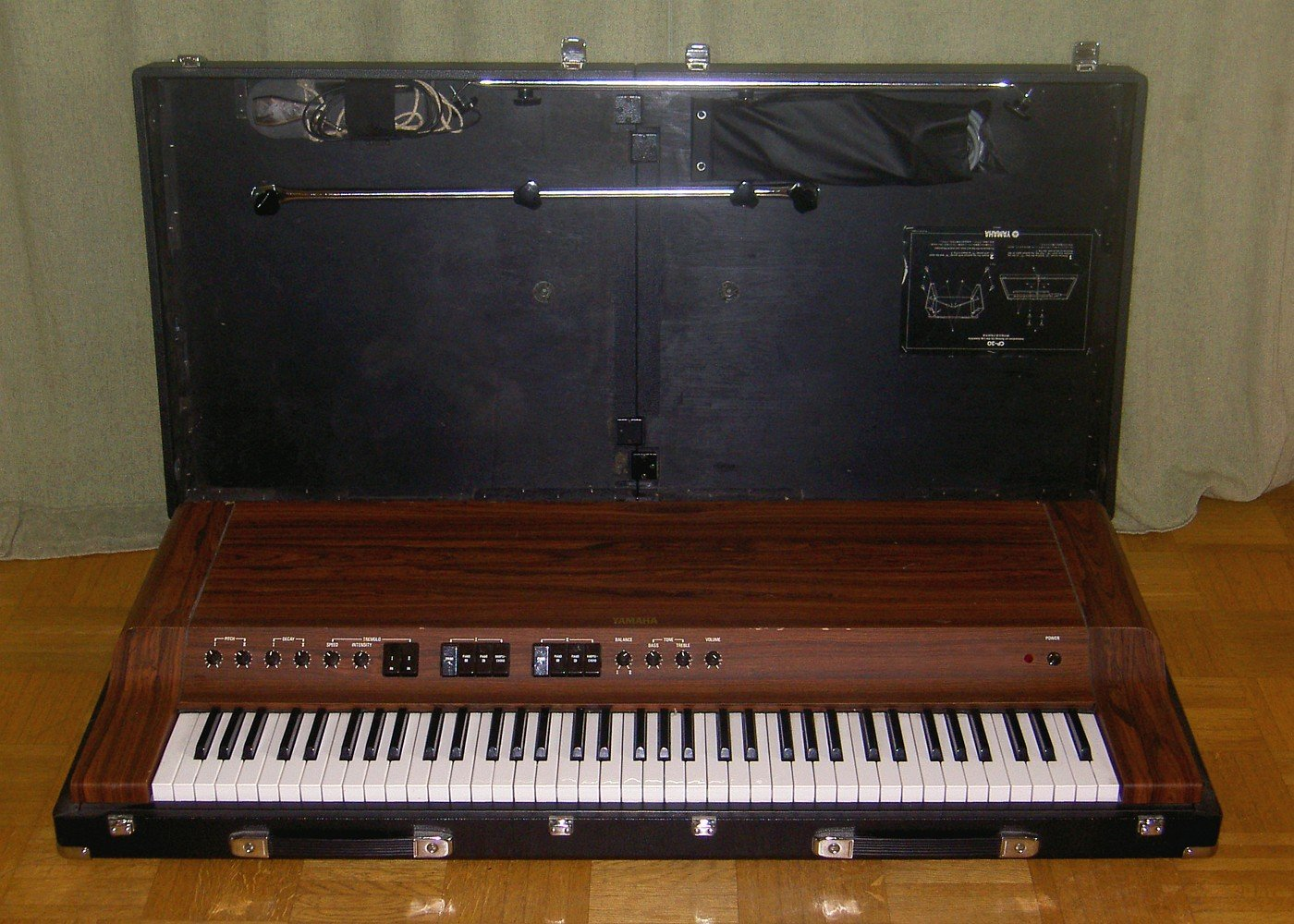
CP-30
1976年発売。鍵数は76鍵、音源は2系統で、複雑な音作りが楽しめる仕様となっている。ケースの蓋部分を2分割してケースの底部に取り付け、鍵盤スタンドの代わりにするというユニークな機構を備えている。
CP-20
1977年発売。鍵数は61鍵、音源は1系統。CP-30の廉価版である。
CP-10
1979年発売。鍵数は61鍵、音源は1系統。CP-20をさらにコストダウンした機種である。
CP-35
1981年発売。CP-30の音源および音つくり機能を強化した機種。鍵数は73鍵と、CP-30に比べてやや少なくなっている。
CP-25
1981年発売。CP-20の音源および音つくり機能を強化した機種。
CP-11
1981年発売。CP-10の音源および音つくり機能を強化し、自動伴奏機能とスピーカーを搭載した機種。
CP-11W
1982年発売。CP-11のパネルを木目調に改めた機種。
CP-7
1982年発売。

### デジタル音源デジタルピアノ
CP300
2006年発売。88鍵グレードハンマー鍵盤。CPの名を冠しているが、機能的な面では従来の打弦式やアナログ音源のCPシリーズとの関係は薄く、音源には、PCM音源であるAWMダイナミックステレオサンプリングを採用しており、同社のP-250の後継に相当する機種である。迫力ある音と振動を体感しながら、ライブ感溢れる演奏が行えるステレオスピーカーを搭載している。ハイクオリティなグランドピアノ音だけでなく、バンド演奏の中でも際立つモノピアノやコンプピアノの搭載している。2021年生産終了。
CP33
2006年発売。88鍵グレードハンマー鍵盤。CP300の廉価版という位置づけで、同社のP-90の後継に相当する機種である。ステレオスピーカーは非搭載で、CP300に比べて小型、軽量である。生産終了。
CP1
2009年発売。88鍵NW-STAGE（木製象牙調ウェイデット）鍵盤。CPシリーズの2019年現在の、現行機種のフラッグシップモデル。
新開発のSCM（Spectral Component Modeling）音源を使用。
CP5
2010年発売。CP1に様々な音色やエフェクト、MIC端子などを追加したハイパフォーマンスモデル。後述のCP4 STAGEの登場で生産終了となった。
CP50
2010年発売。CP5の廉価版。88鍵グレードハンマー鍵盤。後述のCP40 STAGEの登場で生産終了となった。
CP1やCP5に比べパネル面のツマミ類が少なく、小型、軽量である。
CP4 STAGE
2013年10月発売。88鍵木製象牙調ウェイテッド鍵盤 NW-GH鍵盤。音源方式はSCM音源+ AWM2音源。最大同時発音数128音。シンプルかつ最高のステージピアノを目指し、ヤマハの技術の粋を結集して作られたステージピアノ。ヤマハのグランドピアノCF IIIS, S6, CFXの音をサンプリングしている。後述のCP88 / CP73の登場で生産終了となった。
CP40 STAGE
2013年10月発売。88鍵GH鍵盤。音源方式はSCM音源+ AWM2音源。最大同時発音数128音。CP4 STAGEの廉価版。CP4 STAGEと同様、後述のCP88 / CP73の登場で生産終了となった。
reface CP
2015年7月に、過去に発売されたヤマハの鍵盤楽器群を3オクターブ・37鍵のコンパクトサイズで再現したrefaceシリーズ4機種のうちのひとつとして「reface CP」が発表された。同年9月に発売開始。SCM音源＋AWM2を搭載し、同時発音数は128。HQ(High Quality)MINI鍵盤が採用されておりイニシャルタッチも搭載されている。37鍵ながらもスライド式のオクターブコントローラーを（演奏中に任意で）使用することで88鍵相当の幅広い音域をカバーすることができ、エフェクトもディレイ、リバーブ、ワウなど8種類を2系統で使用可能になっている。本体には2W×2スピーカー搭載され、DC電源だけでなく乾電池による使用にも対応。
CP88
2019年3月1日発売。NW-GH鍵盤(木製象牙調・黒檀調仕上げ、グレーデッドハンマー）88鍵。AWM2音源　128音ポリ。57音色　ライブセット160．ステージピアノに必要とされる厳選のグランド、アップライト、エレクトリックのピアノ音色を搭載し、ワイドレンジで表現力豊かなサウンドが多彩なジャンルへの対応を可能としている。CFX、S700、ベーゼンドルファー290インペリアルの3種類のプレミアムコンサートグランドピアノサウンドを内蔵。アップライトピアノU1、SU7、エレクトリックピアノYamaha CP80、78 Rd、73 Rd、Wr Warm、Wr Brightを内蔵。ピアノサウンドだけでなく、オルガン（トーンホイール/トランジスター/パイプ）、Clavi、DXピアノ、ウォームなパッドや豪華なストリングス、分厚いシンセベースやシンセリード、ブラスサウンド等多彩な音色を収録。3つのボイスセクション（ピアノセクション、エレクトリックピアノセクション、サブセクション）それぞれに独立したトーンコントロールとインサーションエフェクトを搭載、すべてのセクションにかかるマスターエフェクトとしてディレイ、リバーブ、マスターEQを搭載。すべてのパラメーターをボタン、スイッチ、ロータリーノブの操作でリアルタイムに調整することが可能。アナログ回路をコンポーネントレベルでモデリングし、アナログ機器の飽和した音や非線形特性までも忠実に再現するVCM (Virtual Circuitry Modeling)エフェクトも搭載。直感的なサウンドのコントロールを可能とする「One-to-One」スタイルのユーザーインターフェースを装備。本格的なハンマーアクション鍵盤を搭載し、過酷なツアーユースにも耐えられる堅牢性を保ちつつ、コンパクトなサイズと18.6kg(CP88)というウェイトを実現。従来モデルから設計を見直す事により、格段に運搬性が高まった専用ケース（別売）と組み合わせることで、トータルパッケージとして抜群の可搬性を実現している。
CP73
2019年3月1日発売。CP88の73鍵仕様。(E1-E7)BHS鍵盤(黒鍵マット仕上げ バランスドハンマー)採用。「E-to-E」の鍵盤レイアウトは、同じく最低音弦としてE弦を備えるギターやベースとのアンサンブル演奏に高い親和性をもたらし、セッションを行うキーボーディストが自然な表現を行うインスピレーションを得やすい環境を提供している。重量は13.1kg。